# Thaumetopoea bifasciata
Thaumetopoea bifasciata är en fjärilsart som beskrevs av Arnold Spuler. Thaumetopoea bifasciata ingår i släktet Thaumetopoea och familjen tandspinnare. Inga underarter finns listade i Catalogue of Life.